# Porte Grodzka (Lublin)
 (septembre 2021).
Si vous disposez d'ouvrages ou d'articles de référence ou si vous connaissez des sites web de qualité traitant du thème abordé ici, merci de compléter l'article en donnant les références utiles à sa vérifiabilité et en les liant à la section « Notes et références ».
 (septembre 2021).

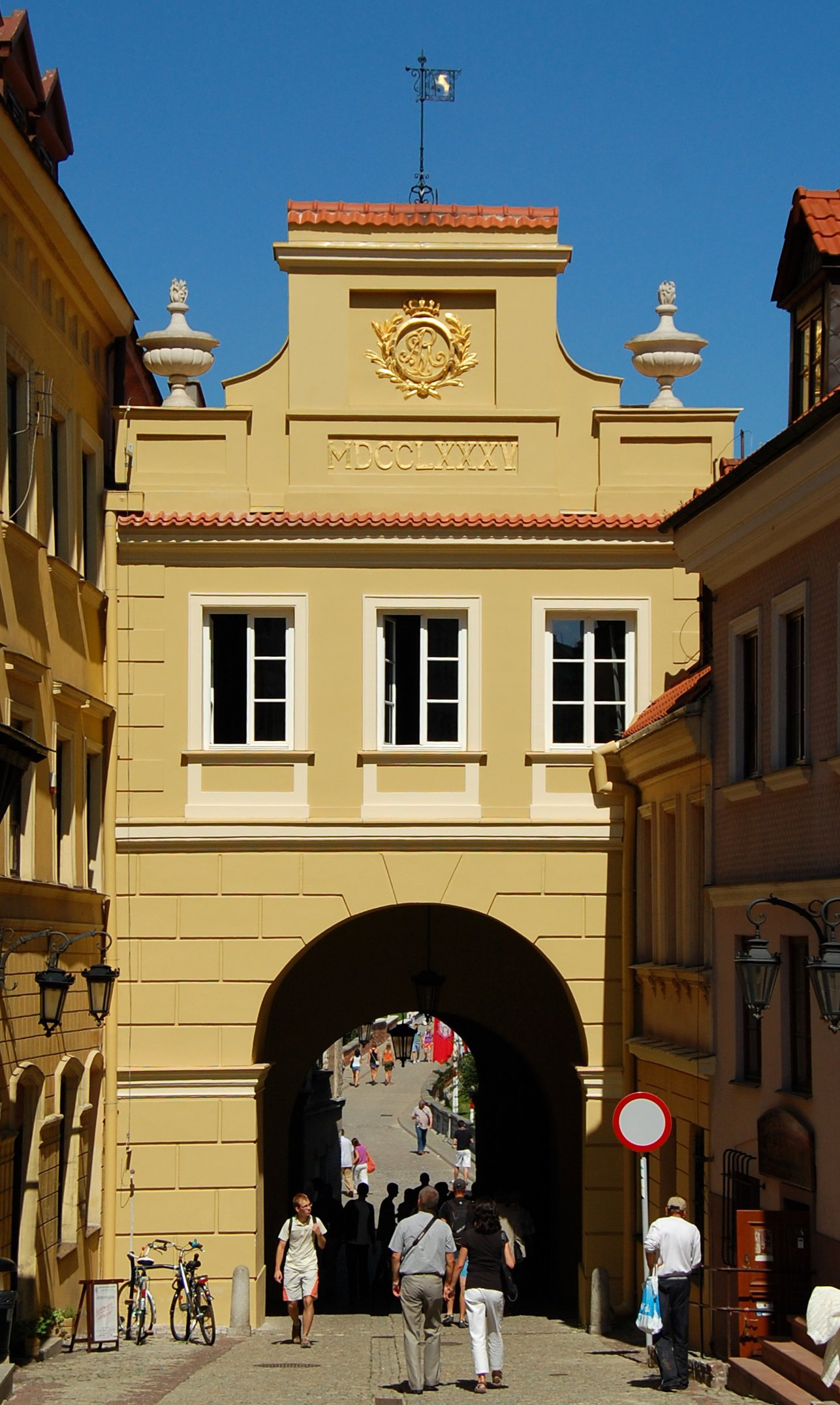
Porte Grodzka à Lublin, Pologne

La porte Grodzka (en polonais Brama Grodzka) est située au nord-est de la vieille ville historique de Lublin en Pologne. En raison de sa situation entre la partie chrétienne de la ville et l'ancien quartier juif autour du château, on l'appelait parfois la « Judentor ». La porte a reçu son aspect actuel en 1785 par Domenico Merlini.

## Histoire
À l'origine, la porte rectangulaire mesurait douze mètres de haut et avait des ouvertures ogivales. On pense que la première porte date du XIVe siècle. Au-dessus de la porte, il y avait un passage et une pièce pour la garde de la ville. Dans les années 1580, le passage était couvert d'une voûte. Lorsque des parties du mur de la ville ont été emportées par l'eau, la porte s'est partiellement effondrée. En conséquence, elle a été reconstruite comme un bâtiment de deux étages avec un toit à deux versants. Une maison pour le gardien a été construite du côté sud-est de la porte. Le portier devait également payer les frais pour entrer dans la ville. Cette maison a ensuite été reconstruite et utilisée pour les écuries de la ville.
Vers la fin du XVIIIème siècle, un comité municipal a demandé au roi Stanislas II de prendre en charge le financement d'une rénovation de la porte. Cette demande a été satisfaite et la commande de réparation a été passée auprès de Dominik Merlini. À la suite de la rénovation en 1785, l'apparence de la porte a été fondamentalement modifiée. La fonction de la porte en tant que partie du système défensif n'était plus applicable et elle était désormais utilisée comme bâtiment commercial. À cette époque, le quartier juif entre la vieille ville et le palais s'était déjà beaucoup développé. Chaim Kleiman a acquis la porte et les bâtiments 21 et 36 de la rue Grodzka en 1873. Lors de l'agrandissement des maisons voisines entre 1860 et 1880, le portail est intégré aux bâtiments et n'est plus autonome.
En 1945, l'état du bâtiment de la porte s'est détérioré à la suite de l'effondrement de la maison mitoyenne n° 36A de la rue Grodzka. Pendant ce temps, la ville a pris possession de la porte, ainsi que d'autres bâtiments qui appartenaient auparavant à la population juive. Un an plus tard, en 1946, un plan de réparation de la porte a été présenté. La réparation ne fut terminée qu'en 1954. À partir de ce moment-là, elle a été remise pour servir d'école d'art. Depuis 1992, la porte est utilisée par l'association culturelle "Brama Grodzka - Teatr NN" .

## Architecture
La porte se connecte presque à la hauteur des maisons voisines et a un passage avec un arc en plein cintre. Le portail est fermé par un toit à deux versants. Sur le côté de la vieille ville, il y a un monogramme du roi Stanislas II, en dessous se trouve la désignation MDCCLXXXV (1785). Il y a un vase en pierre à droite et à gauche du pignon du côté du centre-ville.